# رشيد ميردف
رشيد استيزيلديفيتش ميردوف (السيريلية: راشيت أستيزيلديفيتش ميردوف، من مواليد 1960) هو سياسي ودبلوماسي تركي، وكان وزير الخارجية للشؤون الخارجية في عام 2001 ، وكذلك وزير الشؤون الخارجية لنائب الرئيس، نائب الرئيس - رئيس، منذ عام 2007.
من مواليد ولد في عائلة المحامي، درس في جامعة موسكو الحكومية في كلية الحقوق. عمل في دبلوماسية في تركمانستان المستقلة. في عام 2007 ، بعد وقت قصير من وفاة الرئيس صابر مراد نيازوف، تم تعيينه نائباً لرئيس الوزراء المسؤول عن الشرطة والجيش.